# Estação La Almudena
La Almudena é uma estação da Linha 2 do Metro de Madrid.

## História
A estação foi projetada e construída com o plano de expansão da linha 2 do Metrô de Madri 2007-2011. Este começou a ser construído no mês de dezembro de 2008, com um prazo de conclusão de 30 meses, a estação foi inaugurada em 16 de março de 2011 juntamente com o trecho da Estação La Elipa até a Estação Las Rosas.

## Entradas
Acesso La Almudena
- Arriaga C/Arriaga, 75
- Elevador C/Arriaga (esquina C/Francisco Largo Caballero)

## Arredores
A estação é caracterizada por estar localizada a poucos metros do Cemitério de La Almudena, especificamente entre a porta principal e o crematório da mesma. Também a poucos metros da saída é o Cemitério Civil de Madrid e do Parque de La Almudena, que fica em frente ao crematório.